# Hardtop

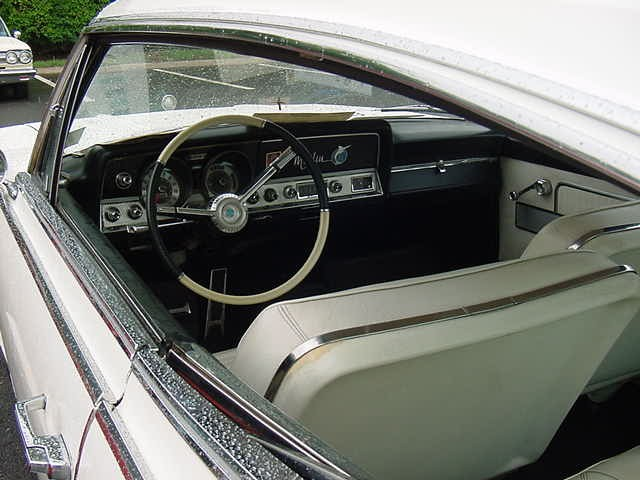
Hardtop

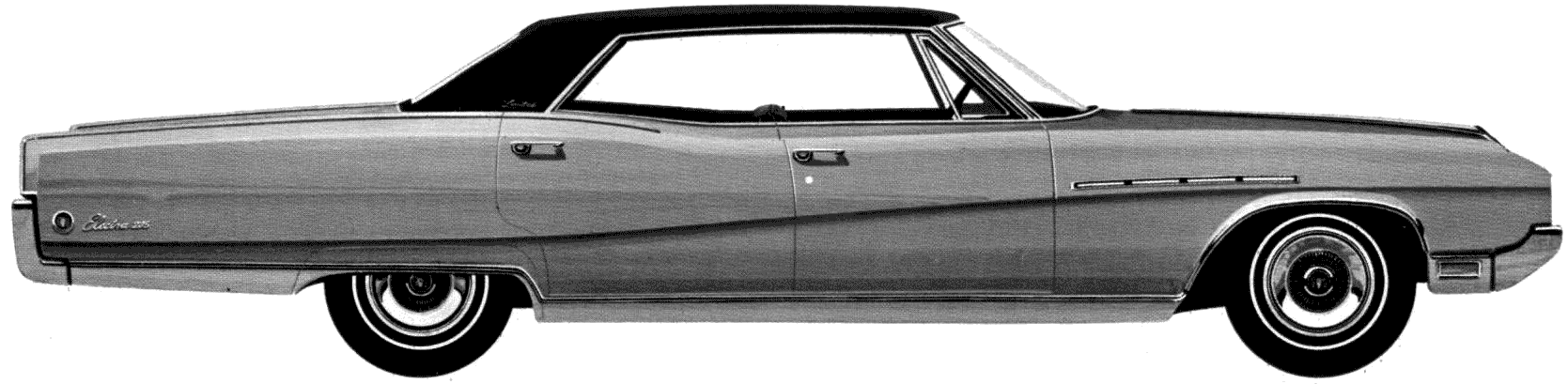
U hardtopu chybí sloupek B

Hardtop (lze z anglického jazyka doslovně přeložit jako „pevná střecha“), označuje druh karoserie, který je vyroben bez sloupku B sloužícího k podpoře střechy a vyztužení karoserie. Mnohé automobilové koncepty vynechávají B sloupky i v segmentu MPV v kombinaci s otevíráním předních a zadních dveří proti sobě. Výhodou takového řešení je variabilita interiéru. Značnou nevýhodou může být nebezpečnost při bočním nárazu nebo převrhnutí automobilu na střechu.
Použití je dnes nejčastěji u kabrioletů s odnímatelnou střechou, ale i s kovovou střechou.